# Idioma kumzari
El idioma kumzari es un idioma de la familia de lenguas iranias hablado por los miembros de la tribu shihuh en la costa de Kumzar, en la península de Musandam, al norte de Omán. Es el único idioma de esta familia que es hablado en la península arábiga. El kumzari es hablado también en las ciudades de Dibah y Khasab, así como varias villas y en la isla Larak. Son descendientes de pescadores que habitaron la costa del golfo Pérsico y el golfo de Omán.
El idioma se desarrolló del persa moderno temprano y está muy relacionado al dialecto minabi del sur de Baluchistán. La mayoría del vocabulario, así como la gramática y la estructura sintáctica del idioma, es iranio, a pesar de que una gran cantidad de palabras árabes existen en la conversación común.
El número de hablantes de kumzari se estima en menos de 10 000 hablantes nativos, a pesar de que los miembros de la tribu ronda aproximadamente en 21.000 miembros (estimación del 2000). La nueva generación tiende a aprender árabe sobre su lengua natal. El idioma no tiene forma escrita y no posee literatura.